# 알와흐다 FC
알와흐다 FC(아랍어: نادي الوحـدة لكرة القدم, 영어: Al-Wahda Football Club)는 아부다비를 연고로 하는 아랍에미리트의 축구 클럽이다. 현재는 UAE 아라비안 걸프 리그에 참가하고 있다.

## 성적
- UAE 1부 리그 우승

우승 (4): 1999, 2001, 2005, 2010
- UAE 프레지던트컵 우승

우승 (1): 2000
- UAE 슈퍼컵 우승

우승 (1): 2002
- 알이티하드 컵 우승

우승 (3): 1985, 1998, 2001

## 선수 명단

### 현역
참고: FIFA 자격 규정에 따라 소속된 국가대표팀 국기를 표시합니다. 선수는 복수의 FIFA 비회원국 국적을 가지고 있을 수 있습니다.
| 번호 | 포지션 | 국적       | 이름                   |
| ---- | ------ | ---------- | ---------------------- |
| 26   | MF     | 모로코     | 아메드 자와르          |
| 30   | DF     | 나이지리아 | 페이버 이니예카 오그부 |

| 번호 | 포지션 | 국적     | 이름          |
| ---- | ------ | -------- | ------------- |
| 99   | MF     | 콜롬비아 | 케빈 아구델로 |

## 역대 감독
| 감독                | 임기        |
| ------------------- | ----------- |
| 조 본프레레         | 1998        |
| 뤼트 크롤           | 1999        |
| 조 본프레레         | 2001 ~ 2002 |
| 호르스트 쾨펠       | 2006        |
| 조 본프레레         | 2007 ~ 2008 |
| 요제프 히커스베르거 | 2008 ~ 2010 |
| 라슬로 뵐뢰니       | 2010        |
| 치치                | 2010        |
| 요제프 히커스베르거 | 2010 ~ 2012 |
| 사미 알자베르       | 2015        |
| 하비에르 아기레     | 2015 ~ 2017 |
| 로니 데일라         | 2024 ~      |